# Fürsteneck
Fürsteneck település Németországban, azon belül Bajorországban. Lakosainak száma 841 fő (2023. december 31.). Fürsteneck Röhrnbach, Perlesreut, Witzmannsberg és Hutthurm községekkel határos.

## Népesség
A település népessége az elmúlt években az alábbi módon változott:
| Lakosok száma | 549  | 616  | 940  | 771  | 813  | 874  | 882  | 874  | 844  | 841  |
|               | 1875 | 1900 | 1950 | 1970 | 1987 | 2013 | 2015 | 2017 | 2021 | 2023 |